# Hypseleotris kimberleyensis
Hypseleotris kimberleyensis е вид лъчеперка от семейство Eleotridae.

## Разпространение
Видът е разпространен в Австралия.